# Gerrit van Wuysthoff
Gerrit van Wuysthoff est un explorateur néerlandais du XVIIe siècle.

## Biographie
Travaillant pour la Compagnie néerlandaise des Indes orientales, il dirige en 1641 la première expédition européenne au Laos. Il remonte le Mékong (juillet 1641) et pénètre à Vientiane. Il est alors autorisé à rentrer seul, sans ses compagnons qui y demeureront un an.